# 氷川瓏
氷川 瓏（ひかわ ろう、1913年7月16日 - 1989年12月26日）は、日本の作家。探偵小説家。東京都出身。

## 経歴・人物
本名、渡辺 祐一。同じく探偵作家の渡辺剣次（本名・渡辺健治）は実弟である。また、ファンタジー作家のひかわ玲子は姪（末弟の娘）にあたる。東京商科大学（現在の一橋大学の前身）卒業。
第二次世界大戦後、創刊されて間もなかった雑誌『宝石』1946年（昭和21年）5月号に、「乳母車」を発表しデビューした。以後、断続的に幻想・怪奇系に属する探偵小説作品を書いた。作品の多くは短編である。
一方でもともと純文学指向のあった彼は木々高太郎が編集にあたっていた『三田文学』に本名で「天平商人と二匹の鬼」、「洞窟」の二編を発表、後者は1952年度上半期の第27回直木賞候補となっている。また1953年に久々に発表した幻想小説「睡蓮婦人」が翌1954年に第7回日本探偵作家クラブ賞の候補となり、この回には受賞作が出なかったものの候補となった三作（本作、鷲尾三郎「雪崩」、丘美丈二郎「鉛の小函」）には奨励賞が与えられている。
その後、1950年代（昭和30年代）には一旦オリジナルの小説から離れ、ポプラ社の少年探偵団シリーズなど江戸川乱歩作品の子供向けリライトや、「死美人」（黒岩涙香作）など乱歩名義の翻案を手がけた。また、野口英世の伝記「帰国」を書いている。
江戸川乱歩賞の予選委員を長く務めるなど、ミステリ界とのつながりは保っていたものの、やがて創作の分野では純文学の方向に大きくシフトし、1961年からは同人誌『文学造形』を主宰。1963年には木々高太郎が主宰した『詩と評論と小説』にも参加している。しかし1975年（昭和50年）になって探偵小説専門誌『幻影城』が創刊されると、「陽炎の家」及び「華胥の島」を執筆、ミステリ作家として未だ筆の衰えがないことを示した。
1989年（平成元年）、心不全により死去。

## 作風
鮎川哲也は彼の作風について、1976年2月に刊行したアンソロジーの中で次のように言及している。

## オリジナル作品

### 氷川瓏 名義
- 乳母車 (『宝石』1946年(昭和21年)5月号)
- 春妖記 (『宝石』1947年(昭和22年)10月号)
- 白い蝶 (『黒猫』1947年(昭和22年)12月号)
- 白い外套の女 (『宝石』1948年(昭和23年)11+12月号)
- 悪魔の顫音(トリル) (『宝石』1949年(昭和24年)7月号)
- 天使の犯罪 (『宝石』1949年(昭和24年)9月増刊号)
- 風原博士の奇怪な実験 (『宝石』1950年(昭和25年)7月号)
- 浴室 (『宝石』1950年(昭和25年)12月号)
- 窓 (『宝石』1951年(昭和26年)9月号)
- サーカスの殺人 (『宝石』1951年(昭和26年)11月号) - NHKのラジオ番組「犯人は誰だ」放送用台本
- 睡蓮婦人 (『宝石』1953年(昭和28年)7月号)
- 風蝕 (『愛石界』1972年(昭和47年)4月号 - 1973年(昭和48年)3月号)
- 陽炎の家 (『幻影城』1975年(昭和50年)5月号)
- 華胥の島 (『幻影城』1975年(昭和50年)10月号)
- 路地の奥 (『幻影城』1976年(昭和51年)1月号)

### 渡辺祐一 名義
- 天平商人と二匹の鬼 (『三田文学』1951年(昭和26年)9月号)
- 洞窟 (『三田文学』1952年(昭和27年)1月号)